# Live TOMATO
Live TOMATO（ライブ・トマト）は、1986年 - 1993年にテレビ神奈川（TVK）で放送されていた音楽番組である。番組タイトルの「TOMATO」は、当時TVKで放送されていた「TOMATO」もの（ミュージックトマト、ファンキートマト など）から派生したもの。後番組は「Live y」。

## 概要
- ライブハウスやホールでコンサートの模様を録画収録し、後日放映する形式。
- 収録会場には、当時オープンしたてのライブハウス「クラブチッタ川崎」がよく使用されていた。
- あまりテレビメディアには出演しなかった、ロック系の邦楽ミュージシャンなどが、この番組には出演し、注目を浴びていた[誰に?]。
- 番組司会の平山雄一 がミュージシャンにインタビューし、番組途中に流される。
- この番組は他系列の地方局でも番組販売にてネットされていた（局により数週から数か月の遅れ放送）。
- 2015年に通販限定発売されたTM NETWORKの書籍BOX『TIME MACHINE BOX 1984 > 1994』（エムオン・エンタテインメント）の付属DVDに、本番組の1987年3月・1988年3月出演時映像が収録された。

## 出演者
- 平山雄一 - 司会・インタビュー

## 放送時間
- 毎週木曜日 22:00 - 22:55

## 出演アーティスト
- BO GUMBOS
- BUCK-TICK
- De-LAX
- DEAD END
- ECHOES
- GRASS VALLEY
- GO-BANG'S
- Mr.Children
- PEARL
- PERSONZ
- PSY・S
- RCサクセション
- RED WARRIORS
- SHOW-YA
- SOFT BALLET
- THE BLUE HEARTS
- THE REBELS
- THE STREET SLIDERS
- THE YELLOW MONKEY
- TM NETWORK
- T-SQUARE（当時はTHE SQUARE）
- UNICORN
- UP-BEAT
- アンジー
- 大澤誉志幸
- 吉川晃司
- 久保田利伸
- 小比類巻かほる
- 米米CLUB
- 聖飢魔II
- 永井真理子
- 中村あゆみ
- 浜田麻里
- プリンセス プリンセス
- 憂歌団
- レベッカ
- 遊佐未森
- 渡辺美里